# حمام و موزه تاریخی رهنان
حمام و موزه تاریخی رهنان اصفهان که با نام دو حمام رهنان و دو حمام تاریخی رمنان نیز شناخته می‌شود. مربوط به دوره صفوی است و در محله رهنان (غرب اصفهان) واقع شده و این اثر در تاریخ ۶ دی ۱۳۴۷ با شمارهٔ ثبت ۸۲۵ به‌عنوان یکی از آثار ملی ایران به ثبت رسیده‌است.